# Fabien Gay
Pour les articles homonymes, voir Gay (patronyme).
Fabien Gay, né le 13 janvier 1984 à Bordeaux, est un militant et homme politique français. Il est membre du Parti communiste français (PCF), sénateur de la Seine-Saint-Denis, et directeur du journal L'Humanité.

## Biographie
Né dans le quartier populaire de Bacalan à Bordeaux, Fabien Gay est issu d’une famille ouvrière. Ses parents sont ouvriers métallurgistes et travaillent dans l'usine SAFT à Bordeaux, qui produisait des batteries. Ils sont syndicalistes, affiliés à la CGT, et communistes tous les deux. Son père est un des responsables de l'Union départementale CGT de Gironde pendant deux décennies et membre du bureau national des métallos.
Fabien Gay obtient en 2002 un baccalauréat général économique et social. À la sortie du lycée, il poursuit ses études dans l'enseignement supérieur à l'université Bordeaux-Montaigne, dénommée « Bordeaux III », où il passe une licence d'histoire, puis deux ans plus tard, il devient titulaire d'un master en histoire politique et contemporaine dans le cadre duquel il rédige un mémoire sur le thème Le Parti communiste en Gironde de 1956 à 1972. En parallèle de ses études, il occupe divers petits emplois (serveur, animateur, ouvrier agricole, soutien scolaire…).
Après trois ans de judo au club de Bacalan, il devient joueur et éducateur de rugby dans son club de toujours : US Bouscat rugby pendant dix-sept ans.
Le 1er avril 2011, il quitte sa Gironde natale pour la région parisienne. Il s'installe alors dans la ville du Blanc-Mesnil en Seine-Saint-Denis.
Il devient permanent politique du Mouvement jeunes communistes de France (MJCF) en tant que responsable national à la vie des départements (organisation) de 2010 à 2013 et chargé de la campagne pour la libération du jeune franco-palestinien Salah Hamouri.
En 2014, il entre au journal L'Humanité en tant que collaborateur auprès de Patrick Le Hyaric, alors directeur du journal.
En 2015, il est nommé directeur de la Fête de l'Humanité, plus grande fête populaire de France, accueillant chaque année plus de 500 000 visiteurs.
Il occupe cette responsabilité jusqu’en septembre 2017, date à laquelle il démissionne puisqu'il est élu sénateur de Seine-Saint-Denis.
Le 30 septembre 2021, Fabien Gay succède à Patrick Le Hyaric au poste de directeur de L'Humanité.

## Engagement politique
Alors qu’il est encore étudiant, il s'engage politiquement à l’âge de 21 ans en adhérant au Mouvement jeunes communistes de France. Ses premiers combats d’importance en tant que militant ont lieu en 2005 pour le « NON » au référendum sur le traité Européen puis en 2006, en opposition au projet de loi instituant en France le contrat première embauche (CPE), porté alors par le gouvernement de Dominique de Villepin. Un mouvement lycéen et étudiant d’une ampleur inédite verra le jour contre ce projet et le gouvernement, malgré le vote de la loi, sera contraint de la retirer face à la mobilisation. Il devient Secrétaire départemental de la fédération du MJCF Gironde de 2007 à 2009. Il intègre également en 2007 le bureau départemental du PCF en Gironde[réf. souhaitée].
En Gironde, il est plusieurs fois candidat aux élections législatives en 2007 (suppléant), aux cantonales en 2008 (suppléant) et 2011 (titulaire dans le canton de Cenon) et sur la liste aux élections régionales d’Aquitaine en 2010.
En mai 2010, il intègre la coordination nationale du Mouvement jeunes communistes de France (MJCF) et devient coordinateur national à l'organisation. Il occupe cette responsabilité jusqu'à décembre 2013. Entre-temps, il est élu en novembre 2013, secrétaire de la section PCF du Blanc-Mesnil.
Lors des élections municipales 2014, il est élu conseiller municipal du Blanc-Mesnil.

## Sénateur de Seine-Saint-Denis
Aux élections sénatoriales de 2017, il est élu sénateur de la Seine-Saint-Denis, à 33 ans, en même temps qu'Éliane Assassi qui conduisait la liste « La Seine-Saint-Denis en commun - Résister, proposer, agir ». Il s'inscrit dans le groupe communiste, républicain, citoyen et écologiste.
Au Sénat, il est nommé membre de la commission des affaires économiques à partir du 4 octobre 2017 et vice-président de la Délégation sénatoriale aux entreprises le 26 octobre 2017.
Depuis le 13 décembre 2017, il est membre titulaire du Conseil national de l'information statistique (CNIS) et, depuis le 29 novembre de la même année, vice-président de la mission d'information sur Alstom et la stratégie industrielle du pays. En 2018, vice-président de la mission d’information sur la sidérurgie en 2019 et vice-président de la mission d’information sur les mules en Guyane en 2020.
Il a publié deux rapports. Le premier, sur les faux steaks livrés aux associations dans le cadre du fonds européen d'aide aux plus démunis (FEAD) publié en juillet 2019 qui a eu un certain écho,,,,,,. Il y pointe une triple responsabilité de l’État, relativement aux contrôles des produits, à la rédaction du cahier des charges et à la gestion de la crise. Six mois après, il obtient dans le budget 2020 le remboursement à hauteur d’un million d’euros aux quatre associations (Secours Populaire, Restos du cœur, Croix Rouge et Banques Alimentaires).
Il a ensuite co-rédigé un rapport pendant le confinement sur le suivi des actions économiques en direction des PME, commerce et artisans. Il y plaide en faveur de davantage d'aides aux PME,.
Au sein de la commission économique, il s’occupe particulièrement des dossiers sur l’industrie et la politique énergétique, mais aussi certains relatifs à l'écologie (il est l’auteur d’une proposition de loi pour interdire le cyanure dans l’extraction minière), au libre-échange (il s'oppose au CETA), à la défense de l’égalité républicaine et à celle des services publics. Il est également vice-président du groupe d'études Arctique, Antarctique et Terres australes et membre des groupes parlementaires d’amitié France-Palestine, France-Laos, France-Portugal, France-Nouvelle Zélande et France-Caraïbes.
Le 2 octobre 2023, il cosigne dans L'Humanité une tribune pour défendre la liberté d'informer, ce qui lui vaut d'être inscrit le lendemain sur « la liste des candidats a la balle dans la nuque » du site d'extrême droite Reseau-libre.org. En juillet 2024, il décide de porter plainte contre ce dernier.